# Heidi Schüller
Pour les articles homonymes, voir Schuller.
Heidi Schüller, née le 15 juin 1950 à Passau, est une athlète allemande ayant concouru sous les couleurs de l'Allemagne de l'Ouest, une présentatrice de télévision et une médecin anesthésiste.

## Biographie
Heidi Schüller est médaillée de bronze du relais 4 × 100 mètres à l'Universiade d'été de 1970 à Turin.
Elle est la première femme de l'histoire des Jeux olympiques à prononcer le Serment olympique, lors de la cérémonie d'ouverture des Jeux de 1972 à Munich ; elle termine cinquième du concours du saut en longueur et participe aux séries du 100 mètres haies. 
Elle est sacrée championne d'Allemagne de l'Ouest du 100 mètres haies en 1972, et championne d'Allemagne de l'Ouest en salle du 60 mètres haies en 1970.
Après sa carrière sportive, elle devient médecin anesthésiste à l'hôpital de Cologne. Elle deviendra par la suite présentatrice de télévision à Sat.1, ORF ou encore Arte. Elle publie plusieurs ouvrages critiques sur les relations intergénérationnelles. En 1994, en tant qu'experte médicale, elle fait partie du cabinet fantôme de Rudolf Scharping.